# Bakveggen
Bakveggen (norwegisch für Rückwärtige Wand) ist ein Felsvorsprung im ostantarktischen Königin-Maud-Land. Im Gebirge Sør Rondane ragt er im oberen Abschnitt des Mjellbreen auf.
Norwegische Wissenschaftler benannten ihn nach seiner geografischen Lage.